# Breakdance aux Jeux mondiaux de 2022
Les épreuves de breakdance des Jeux mondiaux de 2022 ont eu lieu le 10 juillet 2022. Cette discipline est introduite pour ces jeux, discipline additionnelle pour les prochains jeux olympiques d'été de 2024. Discipline urbaine, la compétition se déroule dans le site industriel réhabilité du Sloss Furnaces (en) au sein de l'université d'Alabama de Birmingham.
Placées durant l'événement dans la discipline DanceSports Breaking, les deux épreuves de breakdance ne sont pas classées dans la discipline séparée DanceSports, qui inclut les épreuves de danse sportive rock'n'roll et des danses de salon latines et de standards.

## Organisation
16 participants se sont affrontés dans un tournoi en face à face : une place réservé pour le pays hôte, deux places pour les meilleurs du championnats du monde, dix places réparties pour les compétitions continentales et enfin trois places prenant en compte le dernier classement mondial.
| B-Boy | B-Girl |
| --- | --- |
| - Jeffro - Phil Wizard - Luan San - Mini Joe - Amir - Dany - Xak - Zooty Zoot - Lorenzo - Matita - Hatsolo - Morris - Johnny Fox - Daniel - Shigekix - Victor | - Ayumi - Jilou - Anti - Madmax - Paulina - Qingyi - Senorita Carlota - Tiff - Ami - Pauline - Alessandra - Camine - Mery Berry - Babyball - Sunny - La Vix |

## Compétition

### Breakdance hommes

#### Tour préliminaire
- En gras, qualifié pour les quarts de finales

|   | Danseur     | R | V  |
| - | ----------- | - | -- |
| 1 | Xak         | 5 | 37 |
| 2 | Phil Wizard | 4 | 39 |
| 3 | Amir        | 3 | 31 |
| 4 | Hatsolo     | 0 | 1  |

| Phil Wizard | 1-1 (13-5) | Xak         |
| Hatsolo     | 0- (1-17)  | Amir        |
| Amir        | 0-2 (4-14) | Xak         |
| Hatsolo     | 0-2 (0-18) | Phil Wizard |
| Hatsolo     | 0-2 (0-18) | Xak         |
| Amir        | 1-1 (10-8) | Phil Wizard |

|   | Danseur  | R | V  |
| - | -------- | - | -- |
| 1 | Victor   | 6 | 47 |
| 2 | Jeffro   | 4 | 37 |
| 3 | Luan San | 1 | 16 |
| 4 | Daniel   | 1 | 8  |

| Victor   | 2-0 (14-4) | Jeffro   |
| Daniel   | 1-1 (5-13) | Luan San |
| Luan San | 0-2 (2-16) | Jeffro   |
| Daniel   | 0-2 (2-16) | Victor   |
| Daniel   | 0-2 (1-17) | Jeffro   |
| Luan San | 0-2 (1-17) | Victor   |

|   | Danseur   | R | V  |
| - | --------- | - | -- |
| 1 | Dany Dann | 6 | 47 |
| 2 | Morris    | 2 | 30 |
| 3 | Matita    | 2 | 16 |
| 4 | Lorenzo   | 2 | 15 |

| Matita  | 0-2 (0-18) | Dany Dann |
| Lorenzo | 0-2 (1-17) | Morris    |
| Morris  | 0-2 (6-12) | Dany Dann |
| Lorenzo | 2-0 (13-5) | Matita    |
| Lorenzo | 0-2 (1-17) | Dany Dann |
| Morris  | 0-2 (7-11) | Matita    |

|   | Danseur    | R | V  |
| - | ---------- | - | -- |
| 1 | Shigekix   | 6 | 52 |
| 2 | Zooty Zoot | 4 | 28 |
| 3 | Johnnyfox  | 2 | 15 |
| 4 | Toa        | 0 | 13 |

| Toa        | 0-2 (8-10) | Johnnyfox |
| Zooty Zoot | 0-2 (0-18) | Shigekix  |
| Shigekix   | 2-0 (18-0) | Johnnyfox |
| Zooty Zoot | 2-0 (15-3) | Toa       |
| Zooty Zoot | 2-0 (13-5) | Johnnyfox |
| Shigekix   | 2-0 (16-2) | Toa       |

#### Phase finale
|  | Quarts de finale | Quarts de finale |          |        | Demi-finales | Demi-finales |  |  | Finale   | Finale |
|  | Quarts de finale | Quarts de finale |          |        | Demi-finales | Demi-finales |  |  | Finale   | Finale |
|  |                  |                  |          |        |              |              |  |  |          |        |
|  |                  |                  |          |        |              |              |  |  |          |        |
|  |                  |                  |          |        |              |              |  |  |          |        |
|  | Jeffro           | 2 (18)           |          |        |              |              |  |  |          |        |
|  | Jeffro           | 2 (18)           |          |        |              |              |  |  |          |        |
|  | Dany Dann        | 1 (9)            |          |        |              |              |  |  |          |        |
|  | Dany Dann        | 1 (9)            | Jeffro   | 4 (29) |              |              |  |  |          |        |
|  |                  |                  | Jeffro   | 4 (29) |              |              |  |  |          |        |
|  |                  | Xak              | 0 (7)    |        |              |              |  |  |          |        |
|  | Zooty Zoot       | Xak              | 0 (7)    | 0 (7)  |              |              |  |  |          |        |
|  | Zooty Zoot       |                  |          | 0 (7)  |              |              |  |  |          |        |
|  | Xak              | 2 (11)           |          |        |              |              |  |  |          |        |
|  | Xak              | 2 (11)           | Jeffro   | 1 (14) |              |              |  |  |          |        |
|  |                  |                  | Jeffro   | 1 (14) |              |              |  |  |          |        |
|  |                  | Victor           | 3 (22)   |        |              |              |  |  |          |        |
|  | Phil Wizard      | Victor           | 3 (22)   | 0 (5)  |              |              |  |  |          |        |
|  | Phil Wizard      |                  |          | 0 (5)  |              |              |  |  |          |        |
|  | Shigekix         | 2 (13)           |          |        |              |              |  |  |          |        |
|  | Shigekix         | 2 (13)           | Shigekix | 1 (14) |              |              |  |  |          |        |
|  |                  |                  | Shigekix | 1 (14) | 3e place     |              |  |  |          |        |
|  |                  | Victor           | 3 (22)   |        |              |              |  |  |          |        |
|  | Morris           | Victor           | 3 (22)   | 0 (0)  |              |              |  |  |          |        |
|  | Morris           |                  |          | 0 (0)  |              |              |  |  |          |        |
|  | Victor           | 2 (18)           |          | Xak    | 0 (4)        |              |  |  |          |        |
|  | Victor           | 2 (18)           |          | Xak    | 0 (4)        |              |  |  |          |        |
|  |                  |                  |          |        |              |              |  |  | Shigekix | 4 (32) |
|  |                  |                  |          |        |              |              |  |  | Shigekix | 4 (32) |

### Breakdance femmes

#### Tour préliminaire
- En gras, qualifiée pour les quarts de finales

|   | Danseuse | R | V  |
| - | -------- | - | -- |
| 1 | Ami      | 5 | 42 |
| 2 | Jilou    | 4 | 34 |
| 3 | Anti     | 3 | 27 |
| 4 | La Vix   | 0 | 5  |

| Anti   | 0-2 (3-15) | Ami   |
| La Vix | 0-2 (3-15) | Jilou |
| Jilou  | 1-1 (7-11) | Ami   |
| La Vix | 0-2 (0-18) | Anti  |
| La Vix | 0-2 (2-16) | Ami   |
| Jilou  | 1-1 (12-6) | Anti  |

|   | Danseuse         | R | V  |
| - | ---------------- | - | -- |
| 1 | Tiff             | 5 | 34 |
| 2 | Senorita Carlota | 4 | 35 |
| 3 | Babyball         | 3 | 33 |
| 4 | Mery Berry       | 0 | 6  |

| Mery Berry | 0-2 (0-18) | Senorita Carlota |
| Babyball   | 0-2 (7-11) | Tiff             |
| Tiff       | 1- (7-11)  | Senorita Carlota |
| Babyball   | 2-0 (14-4) | Mery Berry       |
| Babyball   | 1-1 (12-6) | Senorita Carlota |
| Tiff       | 2-0 (16-2) | Mery Berry       |

|   | Danseuse     | R | V  |
| - | ------------ | - | -- |
| 1 | Ayumi        | 6 | 49 |
| 2 | Qingyi       | 4 | 38 |
| 3 | Alessandrina | 1 | 11 |
| 4 | Pauline      | 1 | 10 |

| Pauline | 1-1 (7-11) | Alessandrina |
| Qingyi  | 0-2 (5-13) | Ayumi        |
| Ayumi   | 2-0 (18-0) | Alessandrina |
| Qingyi  | 2-0 (15-3) | Pauline      |
| Qingyi  | 2-0 (18-0) | Alessandrina |
| Ayumi   | 2-0 (18-0) | Pauline      |

|   | Danseuse | R | V  |
| - | -------- | - | -- |
| 1 | Sunny    | 5 | 41 |
| 2 | Camine   | 4 | 29 |
| 3 | Madmax   | 3 | 30 |
| 4 | Paulina  | 0 | 8  |

| Camine  | 2-0 (11-7) | Madmax |
| Paulina | 0-2 (3-15) | Sunny  |
| Sunny   | 1-1 (10-8) | Madmax |
| Paulina | 0-2 (2-16) | Camine |
| Paulina | 0-2 (3-15) | Madmax |
| Sunny   | 2-0 (16-2) | Camine |

#### Phase finale
|  | Quarts de finale | Quarts de finale |        |        | Demi-finales | Demi-finales |  |  | Finale | Finale |
|  | Quarts de finale | Quarts de finale |        |        | Demi-finales | Demi-finales |  |  | Finale | Finale |
|  |                  |                  |        |        |              |              |  |  |        |        |
|  |                  |                  |        |        |              |              |  |  |        |        |
|  |                  |                  |        |        |              |              |  |  |        |        |
|  | Senorita Carlota | 0 (2)            |        |        |              |              |  |  |        |        |
|  | Senorita Carlota | 0 (2)            |        |        |              |              |  |  |        |        |
|  | Ayumi            | 2 (13)           |        |        |              |              |  |  |        |        |
|  | Ayumi            | 2 (13)           | Ayumi  | 0 (8)  |              |              |  |  |        |        |
|  |                  |                  | Ayumi  | 0 (8)  |              |              |  |  |        |        |
|  |                  | Ami              | 4 (28) |        |              |              |  |  |        |        |
|  | Camine           | Ami              | 4 (28) | 0 (0)  |              |              |  |  |        |        |
|  | Camine           |                  |        | 0 (0)  |              |              |  |  |        |        |
|  | Ami              | 2 (18)           |        |        |              |              |  |  |        |        |
|  | Ami              | 2 (18)           | Ami    | 4 (34) |              |              |  |  |        |        |
|  |                  |                  | Ami    | 4 (34) |              |              |  |  |        |        |
|  |                  | Sunny            | 0 (2)  |        |              |              |  |  |        |        |
|  | Jilou            | Sunny            | 0 (2)  | 0 (4)  |              |              |  |  |        |        |
|  | Jilou            |                  |        | 0 (4)  |              |              |  |  |        |        |
|  | Sunny            | 2 (14)           |        |        |              |              |  |  |        |        |
|  | Sunny            | 2 (14)           | Sunny  | 3 (23) |              |              |  |  |        |        |
|  |                  |                  | Sunny  | 3 (23) | 3e place     |              |  |  |        |        |
|  |                  | Qingyi           | 2 (22) |        |              |              |  |  |        |        |
|  | Qingyi           | Qingyi           | 2 (22) | 2 (14) |              |              |  |  |        |        |
|  | Qingyi           |                  |        | 2 (14) |              |              |  |  |        |        |
|  | Tiff             | 0 (4)            |        | Ayumi  | 4 (29)       |              |  |  |        |        |
|  | Tiff             | 0 (4)            |        | Ayumi  | 4 (29)       |              |  |  |        |        |
|  |                  |                  |        |        |              |              |  |  | Qingyi | 0 (7)  |
|  |                  |                  |        |        |              |              |  |  | Qingyi | 0 (7)  |

## Médaillés
| Épreuves | Or                       | Argent                 | Bronze                       |
| -------- | ------------------------ | ---------------------- | ---------------------------- |
| B-Boys   | Victor Montalvo (Victor) | Jeffrey Louis (Jeffro) | Shigeyuki Nakarai (Shigekix) |
| B-Girls  | Ami Yuasa (Ami)          | Sunny Choi (Sunny)     | Ayumi Fukushima (Ayumi)      |

## Tableau des médailles
- Pays organisateur

| Rang  | Nation     | Or | Argent | Bronze | Total |
| ----- | ---------- | -- | ------ | ------ | ----- |
| 1     | États-Unis | 1  | 2      | 0      | 3     |
| 2     | Japon      | 1  | 0      | 2      | 3     |
| Total | Total      | 2  | 2      | 2      | 6     |